# مايكل وينسلو
مايكل وينسلو (بالإنجليزية: Michael Winslow)‏ (و. 1958  م) هو فنان ملاهي، وممثل دوبلاج، وممثل أفلام، وممثل تلفزي، ومؤدي أصوات أمريكي، ولد في سبوكين.

## وصلات خارجية
- مايكل وينسلو على موقع IMDb (الإنجليزية)
- مايكل وينسلو على موقع ألو سيني (الفرنسية)
- مايكل وينسلو على موقع ميوزك برينز (الإنجليزية)
- مايكل وينسلو على موقع أول موفي (الإنجليزية)
- مايكل وينسلو على موقع قاعدة بيانات برودواي على الإنترنت (الإنجليزية)
- مايكل وينسلو على موقع قاعدة بيانات الأفلام السويدية (السويدية)
- مايكل وينسلو على موقع إن إن دي بي (الإنجليزية)
- مايكل وينسلو على موقع ديسكوغز (الإنجليزية)
- مايكل وينسلو على موقع قاعدة بيانات الفيلم (الإنجليزية)
- مايكل وينسلو على موقع كينوبويسك (الروسية)